# キャプテンズ・オブ・クラッシュ・グリッパーズ
キャプテンズ・オブ・クラッシュ・グリッパーズとは、アメリカ合衆国の、アイアンマインド社から売られている世界的な握力ハンドグリッパーである。主にCoCグリッパーと略される。強度は2014年時点で11の強度がリリースされている。YouTubeなどにトレーニング動画やクローズ動画をアップロードする者も多い。

## デザイン
1993年にリリースされたシルバークラッシュグリッパーは、外見は現在のCoCグリッパーと同じくローレット加工がされているが、現在のものと素材が異なり、今のより重い金属製だった。1993年にアイアンマインド社は、個々のグリッパーのハンドルの把持部の底部をプレス加工し始めた。これは、強度を示す大事なものである。1995年にはキャプテンズ・オブ・クラッシュ・グリッパーズをリリースし、ローレットを 航空機グレードのアルミハンドル、グリッパーの軽量化を施し、今より安全なグリップを提供した。長年にわたり、アイアンマインド社の基本的な設計は、2005年のCoCグリッパーにおける独自GR8バネの導入などのマイルストーンと、1995年以来、一貫して推移している。

## 強度
| COC グリッパー              | ポンド     | キログラム（すべて約Xkg） |
| --------------------------- | ---------- | ------------------------- |
| ガイド                      | 60 lb.     | 27kg                      |
| スポーツ                    | 80 lb.     | 36kg                      |
| トレーナー                  | 100 lb.    | 45kg                      |
| ポイントファイブ（No. 0.5） | 120 lb.*   | 54kg                      |
| No. 1                       | 140 lb.    | 63kg                      |
| No. 1.5                     | 167.5 lb.* | 75kg(65kg)                |
| No. 2                       | 195 lb.    | 88kg(73kg)                |
| No. 2.5                     | 237.5 lb.* | 108kg(80kg)               |
| No. 3                       | 280 lb.    | 127kg(100kg)              |
| No. 3.5                     | 322.5 lb.* | 146kg(115kg)              |
| No. 4                       | 365 lb.    | 165kg(130kg)              |

ちなみに、No.1 No.2  No.3は、グリッパー発売の1990年から売られている強度である。1994年にNo.4が発売。これが現在最大の強度となっている。2004年にガイド、スポーツ、トレーナーが発売された。2006年には、各No.1,2,3,4の中間強度であるNo. 1.5, No. 2.5, No. 3.5が三つの架け橋グリッパー(3ブリッジグリッパー)として発売。2010年には、ポイントファイブ(No. 0.5)が発売。（　）内の数字はハンドルの端を持って閉じ切る事の出来る握力数値の目安。

## 認定
アイアンマインド社は、1991年から＃3以上を閉じた人には、認定を行っている。現在、＃3に至っては、世界に100人以上公式認定されている。日本には7人公式認定。(2015年現在。)　人間離れした握力を持つジョー・キニーは、＃3を1997年に、世界一の握力を持つマグナスサミュエルソンは、1998年に＃3を認定している。認定するには、それぞれ片方の手で握りやすい位置(クレジットカードの横幅)まで縮めてからクローズすることが認められている。
1994年からは＃4の認定が行われている。1998年、ジョー・キニーは、人類初の＃4をフルレンジクローズ認定。当時の体重は75kgだった。2004年に、マグナス・サミュエルソンも認定。現在、世界に認定者が5名いる。
2008年から、＃3.5の認定がスタートした。現在世界で12名が認定。日本では公式認定ではないが＃3の認定者の新沼大樹（ウェブ魚拓創業者）が＃3.5をクローズしている動画がYouTubeにアップロードされている。新沼は2014年には雑誌『IRONMAN』の取材に対して＃4をクローズして見せた。
最近では、女性の認定がある。ただし、＃2、＃2.5である。